# La Sammarinese
La Sammarinese, indicato anche come Inno Patrio o Salve o rupe de' monti Regina era un inno militare delle milizie sammarinesi che assunse poi ruolo di inno provvisorio presso la Repubblica di San Marino, prima dell'adozione dell'inno ufficiale corrente nel 1894.
Si riporta, nei diari di Maria Belzoppi, la prima testimonianza di un'esecuzione del testo a Borgo nel marzo 1848, come espressione di giubilo per l'emanazione delle Costituzioni nei vari stati italiani. Tuttavia non è riportato se fosse cantato sulla melodia di Para, datata 1856, o su altro componimento. Dopo aver goduto di vasta popolarità a inizio '900, in seguito è caduto nell'oblio.
Lo spartito originale datato 1856 è stato esposto al pubblico per la prima volta nell'estate del 2023, in occasione del 180º anniversario della Banda Militare.

## Testo[8]
Salve o rupe de' monti Regina
ove l'aquila antica di Roma
da vil laccio sdegnando esser doma,
le grand'ali raccolse e posò.
Quivi amor della terra natìa
alto immenso sublima ogni petto
quì pietà del fuggente rejetto
cui sventura un asilo negò,
qui d'onore tremenda suprema
è la voce che a tutti ne impèra
voce sacra temuta severa
che fa l'empio nel cor tremar